# Cypriotisch voetbalkampioenschap 2010/11
In 2010/11 werd het 72e Cypriotische voetbalkampioenschap gespeeld. APOEL FC won de competitie voor 21e keer.

## Stadions
| Club                   | Locatie            | Stadion                     | Capaciteit |
| ---------------------- | ------------------ | --------------------------- | ---------- |
| AEK                    | Larnaca            | GSZ-stadion                 | 13,032     |
| AEL                    | Limassol           | Tsirion Stadium             | 13,331     |
| AEP                    | Paphos             | Pafiako Stadium             | 10,000     |
| Alki                   | Larnaca            | Antonis Papadopoulosstadion | 10,230     |
| Anorthosis             | Larnaca            | Antonis Papadopoulosstadion | 10,230     |
| APOEL                  | Nicosia            | GSP Stadium                 | 22,859     |
| Apollon                | Limassol           | Tsirion Stadium             | 13,331     |
| APOP Kinyras Peyias FC | Peyia, Paphos      | Peyia Municipal Stadium     | 3,828      |
| Doxa                   | Nicosia            | Makariostadion              | 16,000     |
| Enosis                 | Paralimni          | Tasos Marcou Stadium        | 5,800      |
| Ermis                  | Aradippou, Larnaca | Ammochostosstadion          | 5,500      |
| Ethnikos Achna         | Achna, Famagusta   | Dasaki Stadium              | 7,000      |
| Olympiakos             | Nicosia            | GSP Stadium                 | 22,859     |
| Omonia                 | Nicosia            | GSP Stadium                 | 22,859     |

## Club sponsors & Personelen
| Club                   | Trainer                | Aanvoerder          | T-Shirt | T-Shirt sponsor        |
| ---------------------- | ---------------------- | ------------------- | ------- | ---------------------- |
| AEK                    | Ton Caanen             | Kevin Hofland       | Puma    | CytaVision             |
| AEL                    | Pambos Christodoulou   | Dušan Kerkez        | Mass    | CytaVision             |
| AEP                    | Giorgos Polyviou       | Angelos Efthymiou   | Legea   | Ocean Basket           |
| Alki                   | Itzhak Shum            | Siniša Dobrasinović | Legea   | Touch Blue Development |
| Anorthosis             | Stanimir Stoilov       | Ioannis Okkas       | Puma    | CytaMobile Vodafone    |
| APOEL                  | Ivan Jovanović         | Marinos Satsias     | Puma    | MTN                    |
| Apollon                | Andreas Michaelides    | Daniel Quinteros    | Lotto   | Columbia               |
| APOP Kinyras Peyias FC | Sofoklis Sofokleous    | Alain Liri          | Puma    | PrimeTel               |
| Doxa                   | Nikos Andronikou       | Stelios Okkarides   | Puma    | Cytanet                |
| Enosis                 | Nikodimos Papavasiliou | Demos Goumenos      | Lotto   | CYTA                   |
| Ermis                  | João Carlos Pereira    | Wender              | Legea   | CYTA                   |
| Ethnikos Achna         | Svetozar Šapurić       | Christos Poyiatzis  | Legea   | CYTA                   |
| Olympiakos             | Pambos Christodoulou   | Nikolas Nicolaou    | Puma    | CYTA                   |
| Omonia                 | Neophytos Larkou       | Elias Charalambous  | Adidas  | CytaMobile Vodafone    |

## Trainerswijzigingen
| Club         | Trainer                | Wijze van vertrek       | Datum of vacant   | Tabel                | vervanger              | Datum of vervanger | Tabel                |
| ------------ | ---------------------- | ----------------------- | ----------------- | -------------------- | ---------------------- | ------------------ | -------------------- |
| Ermis        | Dusan Mitošević        | ontslagen               | 16 Augustus 2010  | Begin van competitie | Christos Kassianos     | 17 Augustus 2010   | Begin van competitie |
| AEL          | Dušan Uhrin, Jr.       | ontslagen               | 21 September 2010 | 9th                  | Mihai Stoichiţă        | 22 September 2010  | 9th                  |
| Omonia       | Takis Lemonis          | Ontslag genomen         | 4 Oktober 2010    | 4th                  | Dušan Bajević          | 13 Oktober 2010    | 4th                  |
| Alki         | Marios Constantinou    | ontslag genomen         | 19 Oktober 2010   | 9th                  | Itzhak Shum            | 21 Oktober 2010    | 9th                  |
| Apollon      | Slobodan Krčmarević    | Ontslagen               | 21 Oktober 2010   | 14th                 | Andreas Michaelides    | 26 Oktober 2010    | 14th                 |
| Ermis        | Christos Kassianos     | Ontslag genomen         | 13 November 2010  | 11th                 | Demetris Ioannou       | 15 November 2010   | 11th                 |
| Anorthosis   | Guillermo Ángel Hoyos  | ontslagen               | 17 November 2010  | 4th                  | Slobodan Krčmarević    | 17 November 2010   | 4th                  |
| APOP Kinyras | Giorgos Polyviou       | Ontslag genomen         | 1 December 2010   | 14th                 | Sofoklis Sofokleous    | 13 December 2010   | 13th                 |
| AEP          | Angel Slavkov          | ontslagen               | 7 December 2010   | 14th                 | Giorgos Polyviou       | 7 December 2010    | 14th                 |
| Ermis        | Demetris Ioannou       | ontslag genomen         | 7 December 2010   | 9th                  | João Carlos Pereira    | 9 December 2010    | 9th                  |
| Anorthosis   | Slobodan Krčmarević    | ontslag genomen         | 18 December 2010  | 5th                  | Stanimir Stoilov       | 27 December 2010   | 6th                  |
| Enosis       | Cedomir Janevski       | Wederzijdse toestemming | 10 Januari 2011   | 10th                 | Nikodimos Papavasiliou | 18 Januari 2011    | 9th                  |
| Doxa         | Nikodimos Papavasiliou | Ontslag genomen         | 13 Januari 2011   | 14th                 | Nikos Andronikou       | 21 Januari 2011    | 14th                 |
| AEL          | Mihai Stoichiţă        | Wederzijdse toestemming | 27 Januari 2011   | 7th                  | Raymond Atteveld       | 7 Februari 2011    | 7th                  |

## Eerste ronde

### Tabel
| Pos | Team                  | Wed | W  | G | V  | Ptn | DV | DT | +/− | Kwalificatie of degradatie           |
| --- | --------------------- | --- | -- | - | -- | --- | -- | -- | --- | ------------------------------------ |
| 1   | APOEL                 | 26  | 20 | 2 | 4  | 62  | 55 | 19 | +36 | Gekwalificeerd voor Groep A          |
| 2   | Omonia Nicosia        | 26  | 14 | 8 | 4  | 50  | 38 | 16 | +22 | Gekwalificeerd voor Groep A          |
| 3   | Anorthosis Famagusta  | 26  | 13 | 6 | 7  | 45  | 46 | 31 | +15 | Gekwalificeerd voor Groep A          |
| 4   | AEK Larnaca           | 26  | 12 | 6 | 8  | 42  | 36 | 30 | +6  | Gekwalificeerd voor Groep A          |
| 5   | Apollon Limassol      | 26  | 11 | 5 | 10 | 38  | 40 | 37 | +3  | Gekwalificeerd voor Groep B          |
| 6   | Olympiakos Nicosia    | 26  | 9  | 9 | 8  | 36  | 41 | 41 | 0   | Gekwalificeerd voor Groep B          |
| 7   | Enosis Neon Paralimni | 26  | 10 | 6 | 10 | 36  | 26 | 25 | +1  | Gekwalificeerd voor Groep B          |
| 8   | AEL Limassol          | 26  | 8  | 9 | 9  | 33  | 28 | 35 | −7  | Gekwalificeerd voor Groep B          |
| 9   | Ethnikos Achna        | 26  | 8  | 9 | 9  | 33  | 25 | 27 | −2  | Gekwalificeerd voor Groep C          |
| 10  | Ermis Aradippou       | 26  | 7  | 9 | 10 | 30  | 31 | 38 | −7  | Gekwalificeerd voor Groep C          |
| 11  | Alki Larnaca          | 26  | 8  | 5 | 13 | 29  | 30 | 40 | −10 | Gekwalificeerd voor Groep C          |
| 12  | AEP Paphos            | 26  | 6  | 8 | 12 | 26  | 33 | 37 | −4  | Gekwalificeerd voor Groep C          |
| 13  | Doxa Katokopia (R)    | 26  | 5  | 5 | 16 | 20  | 25 | 55 | −30 | Degradatie naar B' Kategoria 2011/12 |
| 14  | APOP Kinyras (R)      | 26  | 4  | 7 | 15 | 19  | 24 | 47 | −23 | Degradatie naar B' Kategoria 2011/12 |

### Resultaten
| Thuis \ Uit           | AEK | AEL | AEP | ALK | ANO | APOE | APOL | APOP | DOX | ENP | ERM | ETH | OLY | OMO |
| --------------------- | --- | --- | --- | --- | --- | ---- | ---- | ---- | --- | --- | --- | --- | --- | --- |
| AEK Larnaca           |     | 0–0 | 2–1 | 0–2 | 3–0 | 1–2  | 2–2  | 3–2  | 2–0 | 0–2 | 2–1 | 1–1 | 1–1 | 1–2 |
| AEL Limassol          | 1–2 |     | 1–0 | 1–0 | 1–3 | 2–2  | 2–3  | 2–0  | 3–0 | 0–0 | 1–2 | 2–1 | 3–2 | 0–0 |
| AEP Paphos            | 2–0 | 2–2 |     | 1–2 | 1–2 | 1–1  | 1–0  | 0–0  | 5–0 | 0–1 | 3–1 | 0–1 | 1–3 | 1–1 |
| Alki Larnaca          | 1–2 | 3–0 | 2–3 |     | 2–3 | 2–1  | 2–3  | 0–0  | 1–1 | 0–3 | 0–1 | 2–2 | 0–0 | 0–4 |
| Anorthosis Famagusta  | 2–1 | 4–0 | 1–1 | 1–2 |     | 2–0  | 1–2  | 3–0  | 4–1 | 3–1 | 4–0 | 1–1 | 2–1 | 0–0 |
| APOEL                 | 1–0 | 2–0 | 5–1 | 1–0 | 2–1 |      | 2–1  | 6–2  | 3–1 | 2–1 | 1–0 | 0–1 | 4–1 | 3–0 |
| Apollon Limassol      | 1–2 | 3–0 | 1–0 | 1–2 | 1–2 | 0–5  |      | 2–1  | 4–0 | 1–0 | 1–1 | 1–1 | 2–1 | 2–0 |
| APOP Kinyras          | 0–0 | 3–4 | 0–1 | 1–2 | 3–1 | 0–5  | 2–1  |      | 1–1 | 0–2 | 1–3 | 1–0 | 1–3 | 0–1 |
| Doxa Katokopia        | 1–4 | 0–0 | 2–1 | 3–0 | 2–2 | 0–1  | 1–1  | 4–3  |     | 1–0 | 1–0 | 0–2 | 1–2 | 2–3 |
| Enosis Neon Paralimni | 0–2 | 1–1 | 2–1 | 0–2 | 0–0 | 1–0  | 2–1  | 1–0  | 1–0 |     | 3–1 | 1–2 | 1–3 | 0–1 |
| Ermis Aradippou       | 1–1 | 0–0 | 2–2 | 3–1 | 3–0 | 0–2  | 2–2  | 1–1  | 2–1 | 1–0 |     | 1–1 | 2–2 | 0–0 |
| Ethnikos Achna        | 0–1 | 0–0 | 2–1 | 2–1 | 0–2 | 0–1  | 0–2  | 0–0  | 3–2 | 2–2 | 1–0 |     | 0–1 | 0–0 |
| Olympiakos Nicosia    | 2–3 | 0–2 | 2–2 | 1–1 | 2–2 | 1–2  | 2–1  | 1–1  | 1–0 | 1–1 | 3–2 | 3–2 |     | 0–2 |
| Omonia Nicosia        | 2–0 | 2–0 | 1–1 | 2–0 | 1–0 | 0–1  | 3–1  | 0–1  | 6–0 | 0–0 | 4–1 | 1–0 | 2–2 |     |

1. ↑  De wedstrijd tussen Ermis en Anorthosis werd toegekend aan Ermis met een score van 3-0 op 9 februari 2011. De oorspronkelijke ontmoeting op 29 januari 2011 was opgeschort met Ermis een 2-1 voorsprong na herhaald gewelddadig gedrag van Anorthosis supporters.

## Tweede ronde

### Groep A

#### Tabel
| Pos | Team                 | Wed | W  | G | V  | Ptn | DV | DT | +/− | Kwalificatie                                                               |
| --- | -------------------- | --- | -- | - | -- | --- | -- | -- | --- | -------------------------------------------------------------------------- |
| 1   | APOEL (C)            | 32  | 24 | 2 | 6  | 74  | 63 | 22 | +41 | Gekwalificeerd voor Tweede kwalificatieronde UEFA Champions League 2011/12 |
| 2   | Omonia Nicosia       | 32  | 18 | 9 | 5  | 63  | 45 | 19 | +26 | Gekwalificeerd voor Derde kwalificatieronde UEFA Europa League 2011/12     |
| 3   | Anorthosis Famagusta | 32  | 16 | 7 | 9  | 55  | 51 | 34 | +17 | Gekwalificeerd voor Tweede kwalificatieronde UEFA Europa League 2011/12    |
| 4   | AEK Larnaca          | 32  | 12 | 6 | 14 | 42  | 37 | 42 | −5  | Gekwalificeerd voor Tweede kwalificatieronde UEFA Europa League 2011/12    |

1. ↑  Omonia kwalificeerde zich voor de UEFA Europa League 2011/12 na het winnen van de Cypriotische beker 2010/11.

#### Resultaten
| Thuis \ Uit          | AEK | ANO | APOE | OMO |
| -------------------- | --- | --- | ---- | --- |
| AEK Larnaca          |     | 0–1 | 0–1  | 1–2 |
| Anorthosis Famagusta | 2–0 |     | 1–2  | 0–0 |
| APOEL                | 3–0 | 0–1 |      | 2–0 |
| Omonia Nicosia       | 3–0 | 1–0 | 1–0  |     |

### Groep B

#### Tabel
| Pos | Team                  | Wed | W  | G  | V  | Ptn | DV | DT | +/− |
| --- | --------------------- | --- | -- | -- | -- | --- | -- | -- | --- |
| 5   | Apollon Limassol      | 32  | 14 | 7  | 11 | 49  | 55 | 44 | +11 |
| 6   | Enosis Neon Paralimni | 32  | 12 | 8  | 12 | 44  | 33 | 34 | −1  |
| 7   | AEL Limassol          | 32  | 10 | 11 | 11 | 41  | 37 | 45 | −8  |
| 8   | Olympiakos Nicosia    | 32  | 10 | 11 | 11 | 41  | 48 | 53 | −5  |

1. ↑  AEL: 9 pts; OLY: 3 pts

#### Resultaten
| Thuis \ Uit           | AEL | APOL | ENP | OLY |
| --------------------- | --- | ---- | --- | --- |
| AEL Limassol          |     | 1–1  | 1–1 | 2–1 |
| Apollon Limassol      | 3–1 |      | 3–0 | 5–1 |
| Enosis Neon Paralimni | 2–3 | 2–1  |     | 1–0 |
| Olympiakos Nicosia    | 2–1 | 2–2  | 1–1 |     |

### Groep C

#### Tabel
| Pos | Team            | Wed | W  | G  | V  | Ptn | DV | DT | +/− | Degradatie                           |
| --- | --------------- | --- | -- | -- | -- | --- | -- | -- | --- | ------------------------------------ |
| 9   | Ethnikos Achna  | 32  | 10 | 9  | 13 | 39  | 29 | 37 | −8  |                                      |
| 10  | Alki Larnaca    | 32  | 11 | 6  | 15 | 39  | 40 | 48 | −8  |                                      |
| 11  | Ermis Aradippou | 32  | 9  | 11 | 12 | 38  | 38 | 45 | −7  |                                      |
| 12  | AEP Paphos (R)  | 32  | 8  | 11 | 13 | 35  | 44 | 44 | 0   | Degradatie naar B' Kategoria 2011/12 |

1. ↑  ETH: 7 pts; ALK: 4 pts

#### Resultaten
| Thuis \ Uit     | AEP | ALK | ERM | ETH |
| --------------- | --- | --- | --- | --- |
| AEP Paphos      |     | 1–1 | 1–1 | 0–1 |
| Alki Larnaca    | 1–3 |     | 1–0 | 2–3 |
| Ermis Aradippou | 3–3 | 1–2 |     | 1–0 |
| Ethnikos Achna  | 0–3 | 0–3 | 0–1 |     |

## Topscorers
| Rank | Speler                | Club       | Doelpunten |
| ---- | --------------------- | ---------- | ---------- |
| 1    | Miljan Mrdaković      | Apollon    | 21         |
| 2    | Michalis Konstantinou | Omonia     | 17         |
| 3    | João Paulo            | Olympiakos | 16         |
| 4    | Cafú                  | Anorthosis | 13         |
| 4    | Joeano                | Ermis      | 13         |
| 6    | Ivan Tričkovski       | APOEL      | 11         |
| 6    | Esteban Solari        | APOEL      | 11         |
| 6    | Emmanuel Kenmogne     | Olympiakos | 11         |
| 9    | Gustavo Manduca       | APOEL      | 10         |
| 9    | Freddy                | AEL        | 10         |
| 9    | Moustapha Bangura     | Apollon    | 10         |

### Hattricks
| Speler                | Voor       | Tegen                  | Resultaat | Datum            |
| --------------------- | ---------- | ---------------------- | --------- | ---------------- |
| Gregoor van Dijk      | AEK        | APOP Kinyras Peyias FC | 3–2       | 16 oktober 2010  |
| Mustapha Bangura      | Apollon    | AEL                    | 3–0       | 30 oktober 2010  |
| Esteban Solari        | APOEL      | Olympiakos             | 4–1       | 27 november 2010 |
| Zé Vítor              | AEL        | APOP Kinyras Peyias FC | 4–3       | 28 november 2010 |
| Michalis Konstantinou | Omonia     | Apollon                | 3–1       | 5 december 2010  |
| Emmanuel Kenmogne     | Olympiakos | Ermis                  | 3–2       | 19 december 2010 |
| Gustavo Manduca       | APOEL      | APOP Kinyras Peyias FC | 6–2       | 27 februari 2011 |
| Joeano                | Ermis      | Alki                   | 3–1       | 13 maart 2011    |

## Kampioen
| 2010/11                       |
| Cyprus                        |
| ----------------------------- |
| APOEL FC Kampioen (21° titel) |

1934/35 · 1935/36 · 1936/37 · 1937/38 · 1938/39 · 1939/40 · 1940/41 · 1941/42 · 1942/43 · 1943/44 ·  1944/45 · 1945/46 · 1946/47 · 1947/48 · 1948/49 · 1949/50 · 1950/51 · 1951/52 · 1952/53 · 1953/54 · 1954/55 · 1955/56 · 1956/57 · 1957/58 · 1958/59 ·  1959/60 · 1960/61 · 1961/62 · 1962/63 · 1963/64 · 1964/65 · 1965/66 · 1966/67 · 1967/68 · 1968/69 · 1969/70 · 1970/71 · 1971/72 · 1972/73 · 1973/74 · 1974/75 · 1975/76 · 1976/77 · 1977/78 · 1978/79 · 1979/80 · 1980/81 · 1981/82 · 1982/83 · 1983/84 · 1984/85 · 1985/86 · 1986/87 · 1987/88 · 1988/89 · 1989/90 · 1990/91 · 1991/92 · 1992/93 · 1993/94 · 1994/95 · 1995/96 · 1996/97 · 1997/98 · 1998/99 · 1999/00 · 2000/01 · 2001/02 · 2002/03 · 2003/04 · 2004/05 · 2005/06 · 2006/07 · 2007/08 · 2008/09 · 2009/10 · 2010/11 · 2011/12 · 2012/13 · 2013/14 · 2014/15 · 2015/16 · 2016/17 · 2017/18 · 2018/19 · 2019/20 · 2020/21 · 2021/22